# Tormented (album)
Pour les articles homonymes, voir Tormented.
Albums de Staind
premier album Dysfunction
(1999)
Tormented est le premier album du groupe de nu metal américain Staind sorti le 29 novembre 1996 et réédité en 2005.

## Liste des chansons
Toutes les paroles sont écrites par Aaron Lewis.
| No  | Titre         | Durée |
| --- | ------------- | ----- |
| 1.  | Tolerate      | 4:38  |
| 2.  | Come Again    | 3:50  |
| 3.  | Break         | 3:58  |
| 4.  | Painful       | 3:30  |
| 5.  | Nameless      | 3:29  |
| 6.  | Mudshuvel     | 4:34  |
| 7.  | See Thru      | 4:27  |
| 8.  | Question?     | 3:30  |
| 9.  | No One's Kind | 4:46  |
| 10. | Self Destruct | 3:36  |
| 11. | 4 Walls       | 5:27  |